# Белозёров, Олег Валентинович
Олег Валентинович Белозёров (род. 26 сентября 1969, Вентспилс) — российский государственный деятель и управленец. Генеральный директор — председатель правления ОАО «Российские железные дороги» с 20 августа 2015 года (с 2015 по 2017 год должность именовалась президент ОАО «РЖД»).
Первый заместитель министра транспорта Российской Федерации (2015); заместитель министра транспорта Российской Федерации (2009—2015); руководитель Федерального дорожного агентства (2004—2009).
Кандидат экономических наук (2005), Действительный государственный советник Российской Федерации 1-го класса (6 августа 2011 года). Член Высшего совета партии «Единая Россия»
Президент Федерации гимнастики России (с 1 октября 2024 года).

## Биография

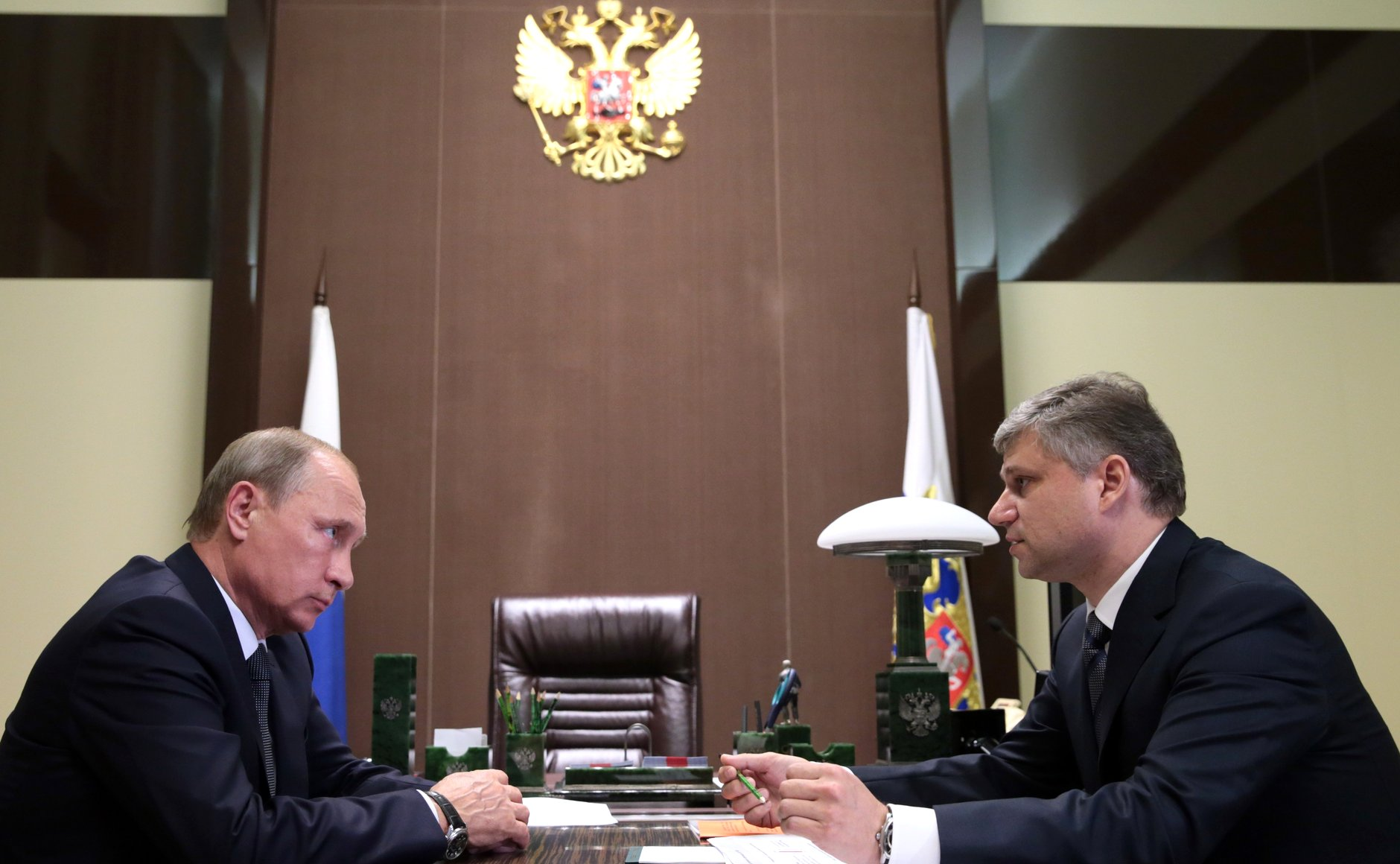
Рабочая встреча с президентом России Владимиром Путиным, сентябрь 2015 года

Олег Белозёров родился 26 сентября 1969 года в Вентспилсе (Латвийская ССР) в семье врачей городской поликлиники. Его отец работал рентгенологом, мать — невропатологом.
С детских лет регулярно совершал 4-часовые поездки по железной дороге между Вентспилсом и Ригой (180 км), в студенческие годы — на скором поезде ночные переезды между Санкт-Петербургом и Ригой; с этих пор питает симпатию к железной дороге. В молодости увлекался путешествиями, обошёл латвийские средневековые замки. Год служил в армии в Мурманской области, на границе с Норвегией, затем в спортроте.

## Образование
Учился в вентспилсской школе № 2. В школьные годы серьёзно увлекался лёгкой атлетикой, отдавая предпочтение спринтерским дистанциям в беге и прыжкам в длину. Установленный десятиклассником Белозёровым школьный рекорд в беге на 400 м не побит до сих пор. Окончив в 1986 году школу, поступать в вуз уехал в Ленинград.
В 1992 году заочно окончил Санкт-Петербургский государственный университет экономики и финансов по специальности экономист, планирование промышленности. С четвёртого курса начал работать в молодёжном научно-техническом центре — кузнице будущих предпринимателей.
В 2005 году в Санкт-Петербургском государственном университете экономики и финансов защитил кандидатскую диссертацию на тему «Организация логистики поставок в вертикально-интегрированных структурах корпоративного типа», кандидат экономических наук.

## Карьера

### Карьера в Санкт-Петербурге и Москве
С 1998 по 2000 год работал в ОАО «Ленэнерго» и последовательно занимал посты заместителя коммерческого директора, коммерческого директора, начальника департамента по материально-техническому снабжению и транспорту. Приобрёл родителям квартиру на Васильевском острове.
В 2000 году работал заместителем директора ОАО «Грузовое автотранспортное предприятие № 21».
В 2000—2001 годах — начальник финансово-экономического отдела аппарата полномочного представителя Президента Российской Федерации в Северо-Западном федеральном округе.
В 2001—2002 годах — заместитель директора по управлению корпоративным имуществом ОАО «ЛОМО».
В 2002—2004 годах — генеральный директор ОАО «Российская топливная компания».
С июля по ноябрь 2004 года — заместитель руководителя Федерального дорожного агентства.
С 9 ноября 2004 года по 17 марта 2009 года — руководитель Федерального дорожного агентства. Провёл дорожную реформу, результатом которой стало принятие закона «О концессионных соглашениях», заложившего основы частно-государственного партнерства в строительстве автомагистралей. Благодаря этому закону появилась госкомпания «Автодор» и были построены первые в России платные дороги — например, часть трассы М-11 «Москва — Санкт-Петербург».
Также при Белозерове была проведена программа строительства внеклассных мостов и реконструировано несколько важных транспортных артерий, в том числе: Кольцевая автомобильная дорога и Большой Обуховский мост в Санкт-Петербурге, федеральная трасса М-5 «Урал», мост на остров Русский во Владивостоке.
C 17 марта 2009 года по 11 мая 2015 года — заместитель министра транспорта Российской Федерации. В этом качестве курировал проекты государственного значения, в частности саммит АТЭС во Владивостоке, Универсиаду в Казани. С июля 2014 года — член совета директоров ОАО «РЖД».
С 11 мая по 20 августа 2015 года — первый заместитель министра транспорта Российской Федерации.

### Другие посты
1 декабря 2015 года в Париже на 87-й сессии Генеральной ассамблеи МСЖД Белозёров избран главой Международного союза железных дорог.
По состоянию на 2017 год Белозёров также является: членом Бюро Правления Российского союза промышленников и предпринимателей; председателем Комиссии РСПП по транспорту и транспортной инфраструктуре; сопредседателем Совета делового сотрудничества Россия — Франция с российской стороны; председателем Азиатско-Тихоокеанской ассамблеи Международного союза железных дорог; председателем Международной ассоциации «Координационный совет по Транссибирским перевозкам»; председателем Совета Содружества независимых государств по железнодорожному транспорту; председателем наблюдательного совета транспортно-логистической компании GEFCO; членом Конференции Генеральных директоров железных дорог Организации сотрудничества железных дорог (ОСЖД); членом попечительского совета Русского географического общества.
1 октября 2024 года единогласно избран президентом недавно созданной Федерации гимнастики России, объединившей Федерацию спортивной гимнастики России, Федерацию прыжков на батуте России, Федерацию спортивной акробатики России, Всероссийскую федерацию спортивной аэробики и Всероссийскую федерацию художественной гимнастики. Был единственным кандидатом на должность.

## Деятельность в РЖД
С 20 августа 2015 года — президент ОАО «Российские железные дороги» (РЖД). Во внутриведомственной иерархии и документации должность обозначается как «Ц».
В основе смены руководства РЖД, по мнению исследования Высшей школы экономики, лежали финансово-экономические результаты деятельности компании к 2015 году, которые вызывали претензии у президента и правительства РФ. Российское руководство полагало, что РЖД располагает достаточными внутренними резервами, чтобы не требовать постоянных преференций у государства, а самостоятельно улучшить свою финансово-экономическую и производственно-операционную деятельность. Главная задача, поставленная перед Белозёровым, заключалась в оптимизации расходов госмонополии.
Объявляя Белозёрову о назначении, премьер-министр РФ Дмитрий Медведев потребовал от нового главы холдинга привести бюджет и инвестиции ОАО «РЖД» в соответствие с актуальным состоянием экономики России и реальными доходами компании, сократить расходы корпорации на 10 %, навести порядок с пассажирскими перевозками. Контракт KPI Белозёрова включает в себя пять ключевых показателей деятельности компании. 28 сентября 2015 года глава правительства предложил избавить компанию от непрофильных активов — футбольного клуба «Локомотив» и корпоративного телевидения «РЖД-ТВ». Однако с учётом встречных пожеланий президента Путина холдинг РЖД нашёл возможности сэкономить ресурсы, не прекращая поддерживать корпоративные здравоохранение и спорт, в частности, железнодорожные больницы и поликлиники, футбольный и хоккейный клубы «Локомотив». Отмечалось, что глава компании сам охотно посещает матчи этих команд, а в случае успеха даже заходит в раздевалку к спортсменам. Белозёров изыскал резервы и для продолжения трансляций РЖД-ТВ, в эфире которого выступает сам и в целях отчёта перед обществом рекомендует делать это всем вице-президентам и руководителям ключевых департаментов.

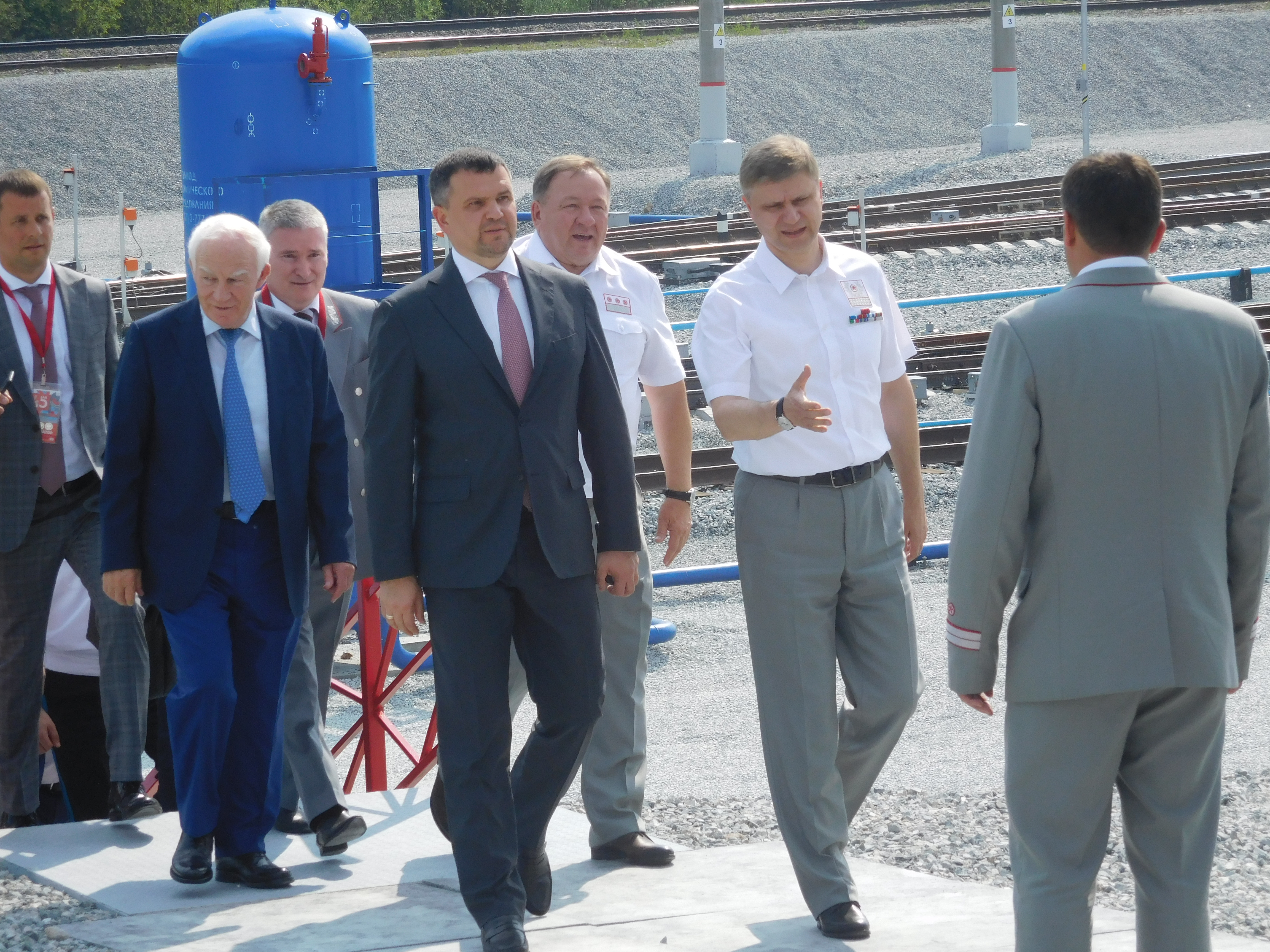
Геннадий Фадеев, Максим Акимов и Олег Белозёров открывают новую сортировочную горку на станции Тында, БАМ, 7 июля 2019

Деятельность на новом поприще Белозёров начал с кадровых перестановок в компании, коснувшихся первого вице-президента и вице-президентов. Приоритетными направлениями своей работы назвал снижение издержек, оптимизацию, повышение энергоэффективности, инновационность. Продвигал идею, чтобы тарифы на перевозку продукции грузоотправителей (проиндексированные правительством РФ в 2016 году на 9 %) колебались в ту или иную сторону в зависимости от колебаний рыночных цен на перевозимый товар. Нацелен развивать контрейлерные перевозки, увеличить долю перевозки в контейнерах. Сокращения в инвестпрограмме РЖД по инициативе Белозёрова коснулись железнодорожного обхода Краснодара, проектов Восточного полигона — БАМа, Транссиба, а также некоторых других. Всего сэкономлено 100 млрд рублей. Также произошли сокращения в административном аппарате компании. В июне 2016 года аппарат главы РЖД и департамент управления делами объединились в административно-организационное подразделение с сокращением числа сотрудников на 10 %. С 2016 года РЖД отказалась от закупки японских рельсов и разместило заказы на российских предприятиях «Евраз» и «Мечел». Ключевым железнодорожным событием 2016 года стал запуск в сентябре внутримосковской кольцевой пассажирской магистрали МЦК с ежесуточным объёмом перевозок около 500 тыс. пассажиров (2019).
Наиболее важными фактами первого года деятельности Белозёрова в РЖД Интерфакс назвал смену значительной части высшего руководства компании, включая первого вице-президента Вадима Морозова, отказ от субсидий на инфраструктуру, предоставление льгот на летний проезд школьников и студентов, а также льгот для снижения нагрузки на промышленность от 9%-ной индексации грузовых тарифов.
9 ноября 2016 года Белозёров доложил президенту РФ Путину о том, что затраты РЖД за год в результате оптимизации расходов сокращены на 100 млрд рублей. В целом 2016 год компания под руководством Белозёрова завершила ростом по всем основным показателям, некоторые из них достигли исторического максимума: погрузка в 2016 году составила 1,22 млрд тонн (+0,6 % к 2015), грузооборот — 2,34 трлн т-км (+1,6 % к 2015, исторический максимум), пассажирские перевозки — 1,037 млрд (+1,6 % к 2015), пассажирооборот — 124,5 млрд пасс-км (+3,4 % к 2015). По итогам 2016 года РЖД благодаря оптимизации расходов получила чистую прибыль в 3,7 млрд руб. по РСБУ, что в 12 раз больше, чем в 2015 году (0,3 млрд руб).
В 2016 году, после проведённой Белозёровым оптимизации расходов в компании, Правительство РФ (с учётом заморозки тарифов РЖД в 2014—2015 годах) индексировало грузовые тарифы сразу на 9 % — на условиях применения компанией тарифных скидок для клиентов. В 2017 годы тарифы на грузоперевозки были индексированы ещё на 4 %, дополнительные 2 % составила временная целевая надбавка на капитальный ремонт пути. Белозёров достиг компромисса с Правительством РФ о сохранении льготы по налогу на имущество железнодорожного транспорта, однако убедить Федеральную антимонопольную службу индексировать в 2018 году тарифы на плацкартные вагоны на 3,9 % ему уже не удалось.

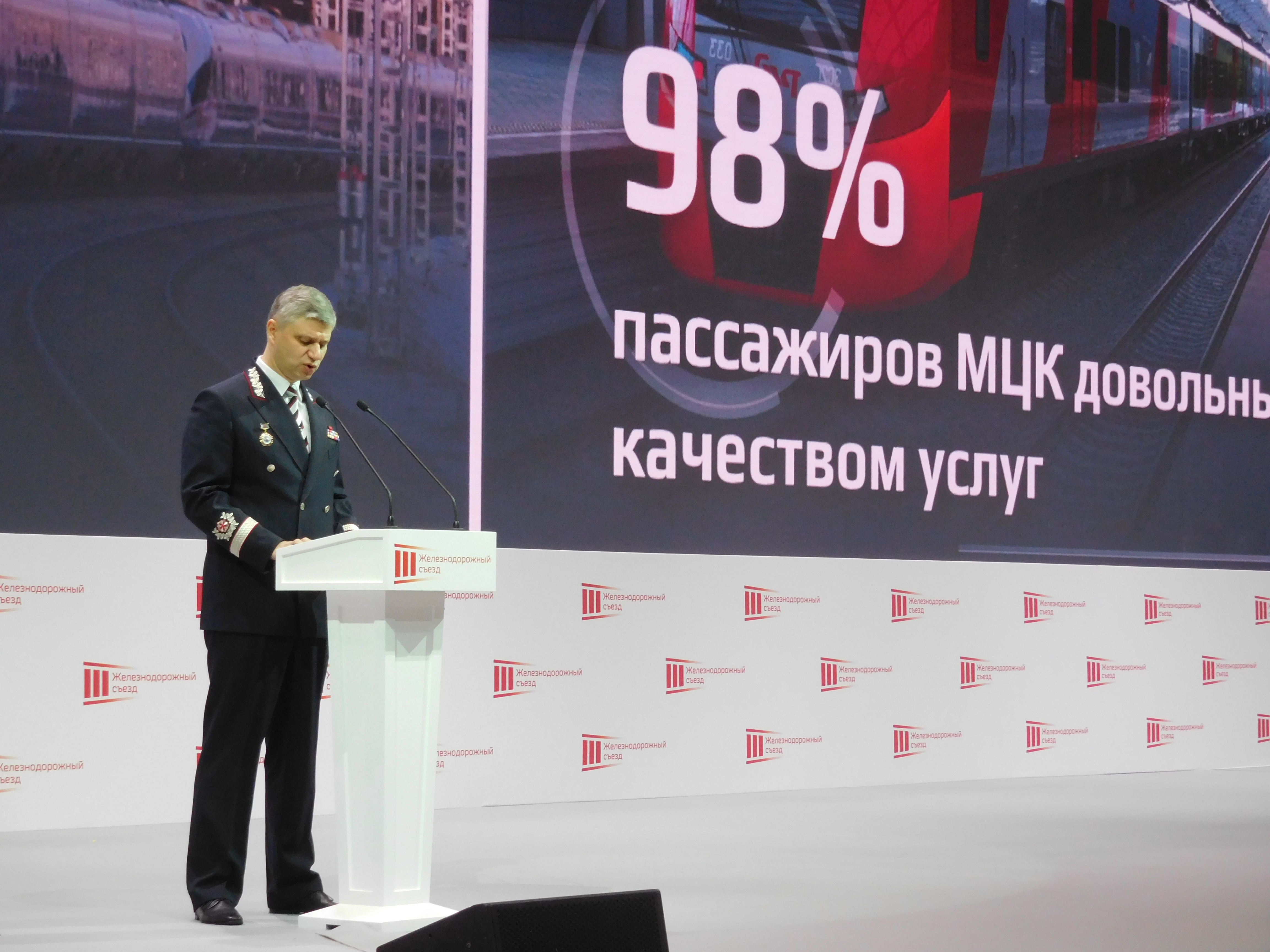
Белозёров докладывает
III Съезду железнодорожников
о работе МЦК в 2016—2017 годах

В феврале 2017 года стало известно, что Белозёров обратился в правительство РФ с просьбой сменить название его должности с «президент» на «генеральный директор — председатель правления». Инициатива Белозёрова мотивировалась существующими национальными и европейскими практиками корпоративного управления. 17 ноября 2017 года Правительство России приняло постановление о внесении соответствующих изменений в Устав ОАО «РЖД», при этом срок полномочий гендиректора увеличен с трёх до пяти лет. Рост пассажирских и грузовых перевозок плавно продолжался до начала 2020 года.
В связи с развитием пандемии коронавируса в России весной 2020 года в условиях резкого спада пассажирских и грузовых перевозок для сохранения ресурсов компании Белозёров, члены правления РЖД, другие ключевые функционеры, начальники железных дорог решили отказаться от вознаграждения по итогам работы в первом квартале; в дальнейшем Белозёров счёл вероятным пойти на «крайне непопулярную меру — применение режима неполной занятости».
29 марта 2021 года переназначен генеральным директором — председателем правления ОАО «РЖД» на 5 лет.

### Тенденции
Среди связанных с Белозёровым наиболее важных событий в РЖД 2017 года генеральный директор Института исследования проблем железнодорожного транспорта Павел Иванкин отметил высокий (9 %) уровень индексации грузовых железнодорожных тарифов, значительно превысивший прогноз по инфляции; увеличение производительности труда в компании на 10 %; возвращение грузов с автотранспорта на железную дорогу; сокращение транспортных происшествий на 38 %; расширение глубины продаж билетов на пассажирские поезда с 45 до 90 дней; исторически максимальные инвестиции в модернизацию инфраструктуры РЖД и строительство новых магистралей объёмом более 510 млрд рублей; реформу правления РЖД, в которое наряду с топ-менеджерами компании будут входить главы ключевых дочерних обществ; переход от деления сети на 16 железных дорог к градации на 6 крупных полигонов. Вместе с тем эксперт критически отметил, что личная работа Белозёрова с руководителями компаний-грузовладельцев и собственниками вагонного парка пока не смогла изменить недостаточное качество услуг в сфере грузовых перевозок, оказываемых операторами клиентам. В 2017 году холдинг увеличил чистую прибыль в 14 раз, она составила исторически максимальный показатель 139,7 млрд руб., рекорд достигнут за счёт роста тарифов и объёмов грузовых и пассажирских перевозок.
В ноябре 2017 года вместе с мэром Москвы Сергеем Собяниным и при поддержке президента РФ Путина Белозёров стал инициатором комплексного проекта Московские центральные диаметры.
В 2018 году при Белозёрове достигнут исторически максимальный показатель годового грузооборота на железных дорогах России.
В 2018 году, после трёх лет директорства Белозёрова, компания заняла в мировом рейтинге глобальной конкурентоспособности второе место по грузообороту, четвёртое место — по пассажирообороту, первое место по безопасности движения, энергоэффективности и защите окружающей среды.
В 2019 году важнейшими проектами, которые курировал Белозёров, был запуск Московских центральных диаметров на поездах «Иволга» в ноябре 2019 года, что дополнило образ железных дорог в России как городского вида транспорта; а также самая масштабная за всю историю РЖД программа обновления всех типов пассажирского подвижного состава, запуск купейных и плацкартных вагонов улучшенного модельного ряда сначала в Белгород, а затем во Владивосток. Важными событиями года были троекратный рост чистой прибыли холдинга по РСБУ до 53 млрд руб. и первое место РЖД в мире по безопасности — согласно глобальному индексу безопасности Международного союза железных дорог.

### Борьба с коррупцией и злоупотреблениями в РЖД
С приходом Белозёрова активизировалась борьба с коррупцией и злоупотреблениями в РЖД. В январе 2016 года на селекторном совещании в РЖД Белозёров поднял вопрос о неоправданных закупках дорогостоящих автомобилей функционерами дочерних структур компании. Последовавшее увольнение руководителей «дочек» РЖД — гендиректора «ТрансТелеКома» А. Кудрявцева и начальника «Росжелдорснаба» Г. Горбунова издание Lenta.ru связало с начавшейся «чисткой в рядах начальников РЖД». В русле антикоррупционных мер за лоббирование заказов для опекаемых компаний, общее покровительство и конфликт интересов в августе 2016 года уволен начальник Приволжской железной дороги А. Храпатый. В мае 2017 года в отставку отправлен вице-президент РЖД С. Бабаев, который, по данным Генпрокуратуры РФ, лоббировал интересы бизнеса своих сыновей, лично принимал решения по заключению контрактов в целях их обогащения, как членов совета директоров коммерческой организации и конечных бенефициаров. Бывший начальник Забайкальской железной дороги В. Фомин в мае 2018 года приговорён к 6 годам колонии за совершение экономических преступлений, среди которых коммерческий подкуп, злоупотребление полномочиями и мошенничество, совершённое с использованием служебного положения. В декабре 2018 года по обвинению в получении взятки был арестован начальник Свердловской железной дороги А. Миронов (1964—2019).
В марте 2019 года Генеральная прокуратура РФ критиковала Росжелдор и РЖД в связи со слишком удорожавшими, по мнению надзорного ведомства — в 3 раза, планами развития Московского железнодорожного узла (МТУ). Независимые участники рынка и эксперты, опрошенные газетой «Коммерсантъ», сочли необоснованными претензии к увеличению стоимости проектов МЦК, МЦД, развития радиальных направлений, организации скоростного движения. Вместе с тем, изучив выводы Генпрокуратуры РФ, компания РЖД обещала устранить выявленные недостатки и не допустить подобных в будущем. Незадолго до демарша Генпрокуратуры в отставку был отправлен начальник Центра по развитию Московского транспортного узла — заместитель гендиректора ОАО «РЖД» Пётр Кацыв (на пенсию), в первой половине 2019 года покинули свои посты начальник Московской железной дороги Владимир Молдавер (назначен старшим группы советников) и главный инженер МЖД Сергей Вязанкин (на пенсию).

## Оценки

Министр транспорта РФ Максим Соколов и Олег Белозёров на форуме 1520 в Сочи, 2017 год

По оценкам экспертов, опрошенных газетой «Коммерсантъ» при назначении в августе 2015 года, Белозёров охарактеризован как деполитизированный антикризисный топ-менеджер, пришедший в компанию с тревожным финансовым состоянием; как чиновник «чрезвычайно осторожный и редко определённо выражающий позицию», однако успешно справившийся в бытность главой Росавтодора с поставленной перед ним задачей снижения уровня коррупции в сфере дорожного строительства.
В октябре 2016 года «Коммерсантъ» оценивал как вероятную перспективу перемещения Белозёрова вопреки его желанию из РЖД на пост министра транспорта РФ.
В августе 2018 года Белозёров занял 9-е место в рейтинге самых влиятельных россиян, составленном журналом Forbes, — опередив мэра Москвы С. Собянина, министра финансов А. Силуанова, министра иностранных дел С. Лаврова.
По итогам IV квартала 2021 года занял 7 место в рейтинге издания «Экономика и жизнь», ранжирование в котором происходило на основе степени влияния на российский бизнес, профессиональных качеств персон, а также размеры капиталов, находящихся под их контролем.

## Награды
- Орден «За заслуги перед Отечеством» II степени (22 апреля 2024 года) — за большой вклад в реконструкцию, развитие и в связи с 50-летием начала строительства Байкало-Амурской железнодорожной магистрали[68].
- Орден «За заслуги перед Отечеством» III степени (9 сентября 2019 года) — за достигнутые трудовые успехи, активную общественную деятельность и многолетнюю добросовестную работу[69].
- Орден «За заслуги перед Отечеством» IV степени (21 июля 2014 года) — за достигнутые трудовые успехи, многолетнюю добросовестную работу и активную общественную деятельность[70].
- Орден Почёта (21 февраля 2010 года) — за достигнутые трудовые успехи и многолетнюю добросовестную работу[71].
- Медаль ордена «За заслуги перед Отечеством» I степени (16 ноября 2006 года) — за большой вклад в подготовку и проведение встречи глав государств и правительств стран — членов «Группы восьми» в Санкт-Петербурге[72]
- Медаль «В память 1000-летия Казани» (2005 год)
- Медаль «В память 300-летия Санкт-Петербурга» (2003 год)
- Медаль «За заслуги перед Республикой Карелия» (8 июня 2020 года) — за заслуги перед Республикой Карелия и её жителями, большой вклад в социально-экономическое развитие республики и активную работу в составе Государственной комиссии по подготовке к празднованию 100-летия образования Республикой Карелия[73]
- Почётная грамота Президента Российской Федерации (2014 год)
- Благодарность Президента Российской Федерации (9 января 2010 года) — за большой вклад в обеспечение председательства Российской Федерации в Шанхайской организации сотрудничества в 2008—2009 годах, подготовку заседания Совета глав государств — членов Шанхайской организации сотрудничества и первого саммита БРИК (Бразилия, Россия, Индия, Китай) в Екатеринбурге в 2009 году[74].
- Благодарность Президента Российской Федерации (10 июля 2017 года) — за большой вклад в реализацию проекта реконструкции и развития Московского центрального кольца[75]
- Почётная грамота Правительства Российской Федерации (29 июня 2011 года) — за большой вклад в обеспечение безопасности дорожного движения[76].
- Благодарность Правительства Российской Федерации (30 сентября 2016 года) — за достигнутые трудовые успехи и активную общественную деятельность[77]
- Знак «Почётный работник топливно-энергетического комплекса» (2004 год).
- Медаль «За вклад в создание Евразийского экономического союза» III степени (8 мая 2015 года, Высший совет Евразийского экономического союза)[78].
- Медаль «За вклад в укрепление обороны Российской Федерации» (2019)[79].
- Кавалер ордена Звезды Италии (лишён награды в 2022 году)[80][81].
- Медаль Признательности[арм.] (11 сентября 2024 года, Армения) — за значительный вклад в укрепление армяно-российских дружественных отношений и ликвидацию последствий катастрофического наводнения в Армении[82].

## Санкции
В апреле 2022 года, после вторжения России на Украину, Белозёров попал под санкции Великобритании «как лицо участвующее в получении выгоды от Правительства России».
18 мая 2022 года попал в санкционный список Канады «элит и близких соратников режима» состоящий из 14 лиц «за то, что они непосредственно способствовали бессмысленной войне Владимира Путина в Украине и несут ответственность за боль и страдания народа Украины».
С 15 декабря 2022 года находится под блокирующими санкциями США.
По аналогичным причинам внесён в санкционные списки Австралии, Украины и Новой Зеландии.

## Классные чины
- Действительный государственный советник 1 класса (с 6 августа 2011 года)[7]
- Действительный государственный советник Российской Федерации 3 класса (с 19 февраля 2008 года)[92]

## Семья и увлечения
Отец — Валентин Борисович Белозёров, рентгенолог в портовой больнице Вентспилса, позже — заместитель главного врача (род. 1936).
Мать — Леонила Кирилловна Белозёрова (род. 1937) — невропатолог, работала в портовой больнице и железнодорожной поликлинике Вентспилса.
Жена — Ольга Александровна Белозёрова, ныне домохозяйка. В браке с 1994 года.
Сын — Матвей (род. 18 ноября 1996), студент факультета журналистики.
Дочь — Вероника (род. 10 августа 2001), студентка.
Олег Белозёров ведёт спортивный образ жизни, увлекается бегом, рыбалкой на поплавок или донку, телеигрой «Что? Где? Когда?» (в 2015 году в РЖД была создана одноимённая корпоративная молодёжная лига на IX Слёте молодёжи ОАО «РЖД»).
В декабре 2017 года, отмечая 100-летие газеты «Гудок», выделил среди любимых авторов классиков советской литературы М. А. Булгакова, К. Г. Паустовского, М. М. Зощенко, В. П. Катаева, Ю. К. Олешу, из современных писателей — автора психологической прозы А. А. Кабакова.

## Собственность и доходы
Имеет в собственности земельный участок (1 тысяча квадратных метров), дом для сезонного проживания (116,5 квадратных метра), квартиру (214,8 квадратных метра). Доход Белозёрова за 2014 год составил 10,52 миллиона рублей. В 2015 году доход Белозёрова превысил 86,5 млн рублей, включая 40 млн от продажи петербургских квартиры и дачи. В 2016 году сумма годового дохода составила 172,9 млн руб. В 2017 году общий доход составил 180,5 млн рублей, при этом по основной деятельности в РЖД — 154 млн рублей. Доход Белозёрова за 2018 год составил 220,153 млн рублей, супруги — 18,2 млн рублей.